# 加法倫格拉特山

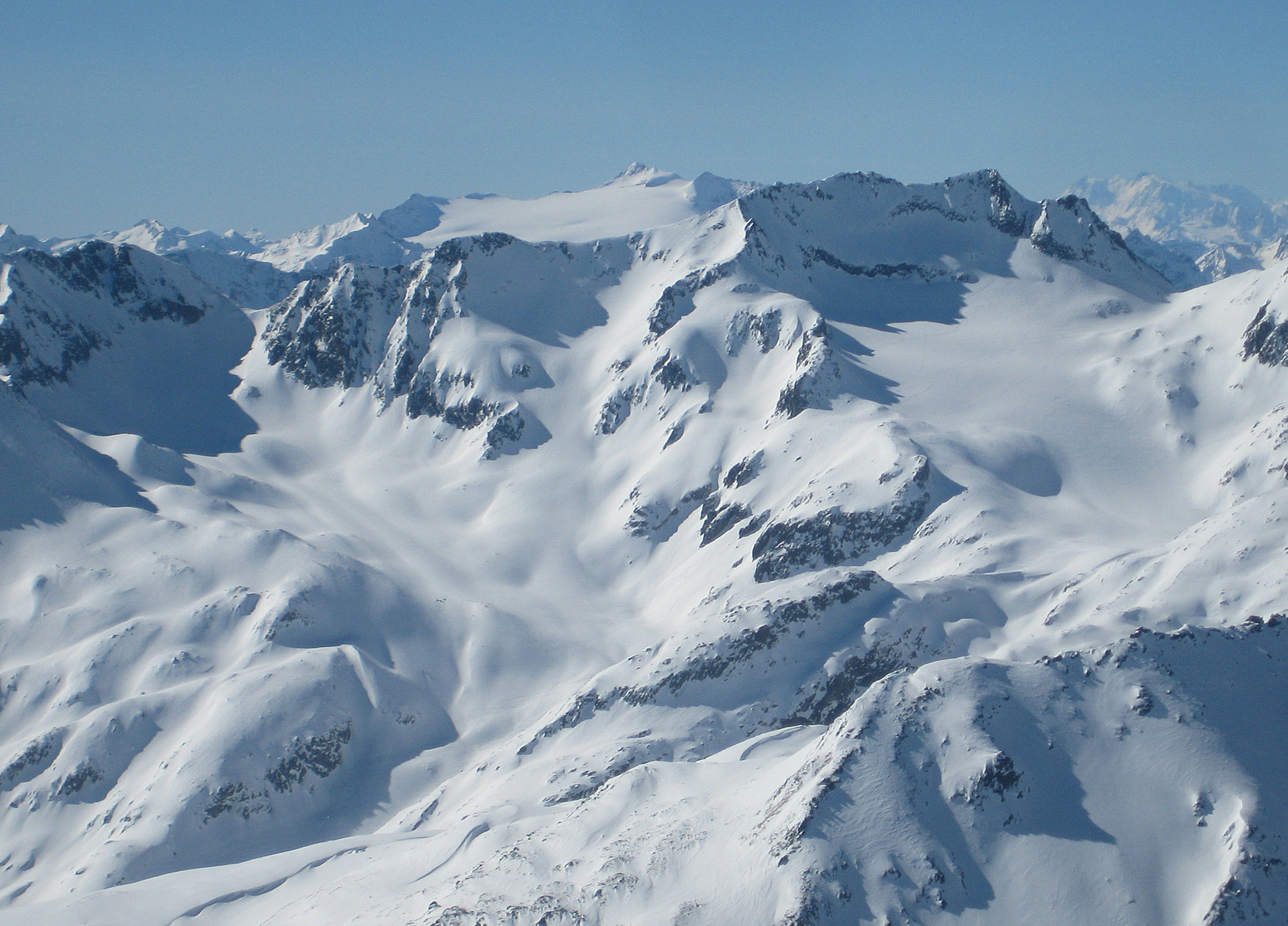

46°36′10″N 8°37′47″E / 46.60278°N 8.62972°E
加法倫格拉特山（德語：Gafallengrat），是瑞士的山峰，位於該國中部，由烏里州負責管轄，屬於勒蓬廷山的一部分，海拔高度2,719米，每年平均降雨量2,385毫米。